# 天外魔境系列
天外魔境是由廣井王子创作，Hudson Soft和Red Entertainment开发，並由前者發行的电子游戏系列。首作《天外魔境 Ziria》是遊戲史上第一個以CD-ROM為媒介的RPG遊戲，于1989年6月30日发售，采用濃厚的和風，并由阪本龍一配樂。
《天外魔境II 卍Maru》于三年後发行，同样采用濃厚的和風，配上久石讓的音樂，製作陣容达到150人，成为知名的經典RPG。雖然捨棄了戰鬥背景，但是換取了高效能、龐大的劇情與為數眾多場景與特效，動畫方面令人嘆為觀止，這也是天外魔境系列最成功的一部。
《天外魔境 風雲歌舞伎傳》外傳因為《天外魔境II》的角色團十郎大受歡迎而誕生，其後還有在各平台推出系列作：
- 《天外魔境Zero》於超级任天堂推出；
- 《天外魔境 第四默示錄》於世嘉土星推出；
- 《青の天外》于Game Boy Advacne推出。

後來還推出格鬥遊戲，手機遊戲等。也有在各大平台推出移植作、復刻板、重製版等。
最後本傳的完結篇《天外魔境III Namida》在2005年推出在PlayStation 2上，登場主角人數也是史上最多，遊玩時間也相對會拉長。
最新作品是於PlayStation Portable推出的復刻版合辑，收录了《天外魔境ZIRIA》、《天外魔境II 卍Maru》、《天外魔境 風雲歌舞伎傳》和《天外魔境 歌舞技一刀涼談》。
2012年3月1日，Hudson Soft被併入科樂美數位娛樂後由科樂美繼承，並與Red Entertainment共同持有系列著作權。

## 遊戲

### 本傳系列
- 天外魔境 Ziria，1989年6月30日于PC-Engine首发，2006年于Xbox 360再版，2008年于PlayStation Portable再版。
- 天外魔境II 卍Maru，1992年3月26日于PC-Engine首发，2003年于任天堂GameCube和PlayStation 2再版，2006年于任天堂DS再版，2008年于PlayStation Portable再版。
- 天外魔境Zero，1995年11月22日于超级任天堂首发。
- 天外魔境III Namida，2005年4月14日于PlayStation 2首发。

### 外傳系列

#### 天外魔境風雲歌舞技傳
- 遊戲類型：角色扮演
- 初版：PCE
  - 發售日：1993年7月10日
- 復刻：PSP
  - 發售日：2008年7月31日

#### 天外魔境第四默示錄
- 遊戲類型：角色扮演
- 初版：SS
  - 發售日：1997年1月14日
- 重製：PSP
  - 發售日：2006年7月13日（廉價版：2008年7月31日）

#### Oriental Blue -青の天外
- 遊戲類型：角色扮演
- 初版：GBA
  - 發售日：2003年10月24日

### 其他種類

#### 天外魔境電電之傳
- 遊戲類型：益智、轟炸
- 初版：PCE
  - 發售日：1994年（贈品）

#### 天外魔境歌舞伎一刀涼談
- 遊戲類型：格鬥遊戲
- 初版：PCE
  - 發售日：1995年2月24日
- 復刻：PSP
  - 發售日：2008年7月31日

#### 天外魔境電腦絡操格鬥傳
- 遊戲類型：格鬥遊戲
- 初版：PC-FX
  - 發售日：1995年7月28日

#### 天外魔境真傳
- 遊戲類型：格鬥遊戲
- 初版：AC
  - 發售日：1995年7月28日
- 初版：NEOGEO
  - 發售日：1995年7月28日

## 人物

### 天外魔境風雲歌舞技傳

#### 主要角色
- 歌舞技團十郎〈カブキ團十郎〉
- 世阿彌
- 阿　國
- プッシュ富士山

### 友情客串
- 自來也
- 綱　手
- 大蛇丸
- 战国卍丸
- 極樂太郎
- 絹 聲優：井上杏美

#### 其他角色
- 魔王ガープ 聲優：小杉十郎太

### 天外魔境第四默示錄

#### 主要角色
- 雷　神＜らいじん＞ 聲優：關　智一，１６歲。男。
- 夢　見＜ゆめみ＞ 　聲優：櫻井　智，１２歲。女。
- 夕　能＜ゆうのう＞ 聲優：笠原弘子，１７歲。女。
- 禪　剛＜ぜんごう＞ 聲優：中　聰彥，３５歲。男。
- エース＜えーす＞ 　聲優：山口勝平，１８歲。男。
- 火　門＜かもん＞ 　聲優：山寺宏一，年齡不祥。性別不祥。
- 星　夜＜せいや＞ 　聲優：緒方惠美，２１歲？男。

#### 其他角色
- キャンディ 聲優：野上尤加奈
- 都來　　　 聲優：坂本千夏

## 史地
天外魔境系列採用眾多地名 國家(古日本)的名稱

### 天外魔境　ZIRIA
- 筑波
- 盤毛
- 陸羽
- 陸奧
- 信濃
- 富士
- 相模
- 千葉
- 武藏

### 天外魔境Ⅱ卍MARU
- 火多
- 尾張
- 伊勢
- 紀伊
- 京　：京都
- 近江
- 越前
- 越中
- 越後
- 因幡
- 出雲
- 石見
- 丹波
- 浪華
- 吉備
- 安藝
- 長門
- 血京

## 系統設定
《天外魔境》是角色扮演遊戲，首次採用CD的遊戲。畫面具有濃重的日本畫風格。
全靜態回合戰鬥是天外魔境的一大特點。這個系統在風雲團十郎傳有所加強。遊戲中亦有其他輔助系統，類似於偷竊、奧義、地圖傳送等令遊戲更富變化。
法術也不是傳統靠升級獲得，而是取得卷軸。
遊戲的音樂與音效採用CD音質，用傳統日式音樂營造出氣勢磅礡的場景。
遊戲中的迷宮設計在日文遊戲中屬於簡單的一種。
但是，天外1遊戲中法術、道具等缺乏說明，也是一個受批評的設定。

## 相關
火影忍者作者岸本齊史也不諱言，他是天外魔境的粉絲。火影忍者的人設也參考過天外魔境。

## 外部連結
- 天外魔境公式網頁
- Hudson
- REDENTERTAINMENT （页面存档备份，存于）
- 天外魔境攻略網 （页面存档备份，存于）
- 天外魔境攻略網 （页面存档备份，存于）
- 天外魔境台灣專門站 語言：中文(參考與比對：發售日期)已失效